# RV Glomar Challenger
RV Glomar Challenger – wiertniczy statek badawczy badający dna głębokich mórz. Przeznaczony do badań oceanograficznych i geologii morskiej. Zaprojektowany przez NSF i UC. Nazwa Glomar pochodzi od Global Marine.
W roku 1970 przy jego pomocy odkryto anhydryt na dnie Morza Śródziemnego.